# Wynn Las Vegas
Wynn Las Vegas Resort and Country Club es un hotel de 5 diamantes/4 estrellas (según la AAA) y de 5 diamantes/5 estrellas (según el The Tower Suites at Wynn Las Vegas). Se trata de un megaresort localizado en el Strip de Las Vegas, en Paradise (Nevada), un suburbio del sur de Las Vegas. Costó 2.700 millones de dólares, lo que lo convierte en el quinto edificio más caro del mundo.

## Características

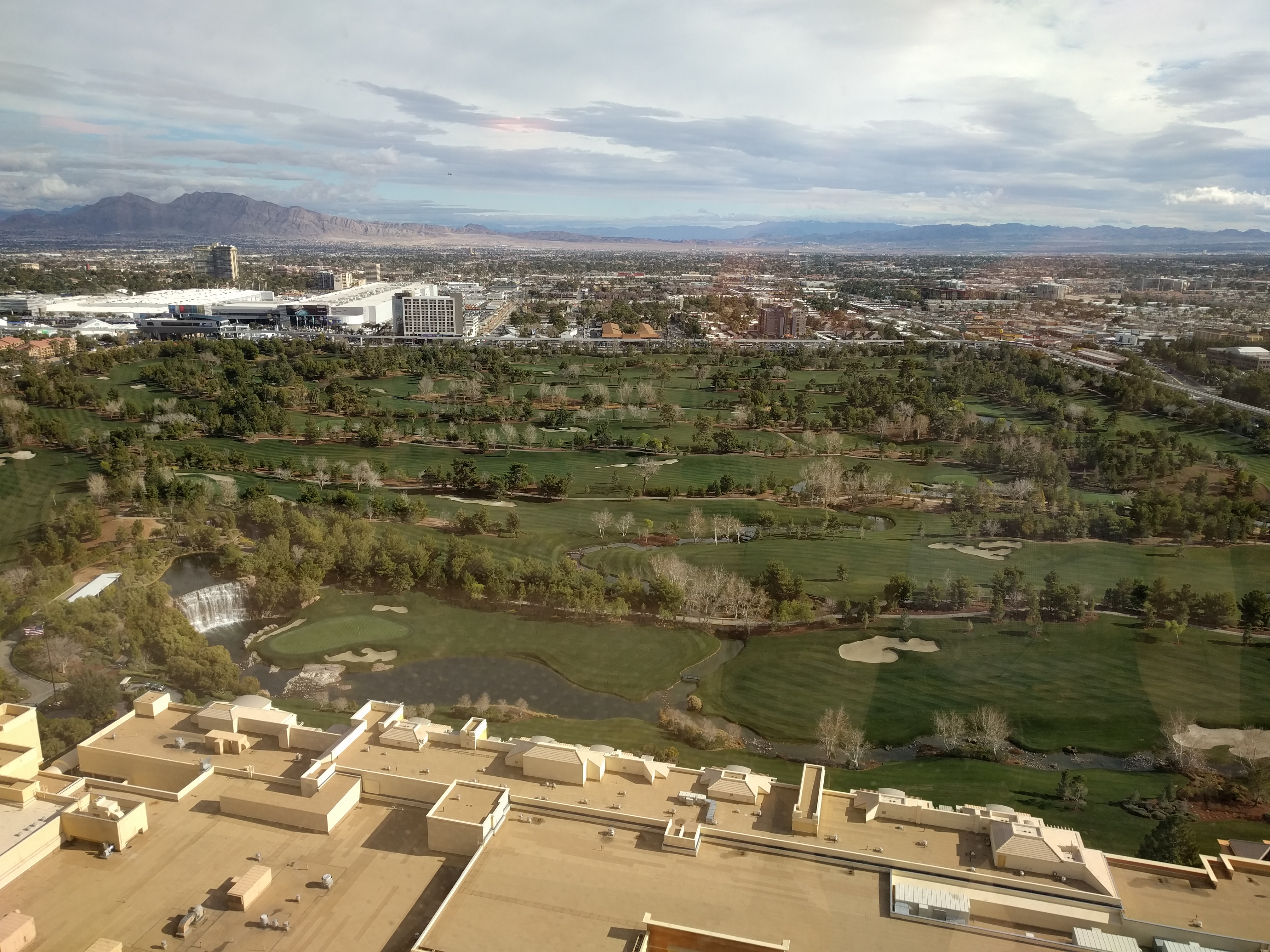
Vistas al campo de golf Wynn desde el hotel Wynn Las Vegas.

El Wynn Las Vegas se construyó sobre el solar del antiguo Desert Inn, un casino resort que había abierto en 1950. El resto del terreno fue adquirido al comprar residencias privadas que estaban a lo largo de la avenida Paradise. Algunos dueños vendieron antes, otros se esperaron. Esto resultó en varios problemas legales y acciones entre los dueños de los terrenos y compradores del Wynn. Al final, el terreno fue adquirido por 215 acres (870.000 m²).
Debe su nombre al promotor Steve Wynn y es la insignia y propiedad de Wynn Resorts Limited. Ocupa una extensión de 215 acres. Está localizado en el Boulevard Las Vegas, en South Sands Avenue (en la esquina nordeste), directamente al lado del Fashion Show Mall. Sus 2 716 habitaciones tienen un promedio de 58 m² y the villas son otro tipo de habitaciones, con 650 m² con un casino de 10.200 m², un centro de convenciones de 20 700 m² de espacio, 7 000 m² de espacio de tiendas. Cuenta con dos piezas de arte en el Wynn del artista Jeff Koons, las cuales son de unos Tulipanes de 33 millones de dólares y un Popeye de 23 millones. 

## Otros edificios

### Encore

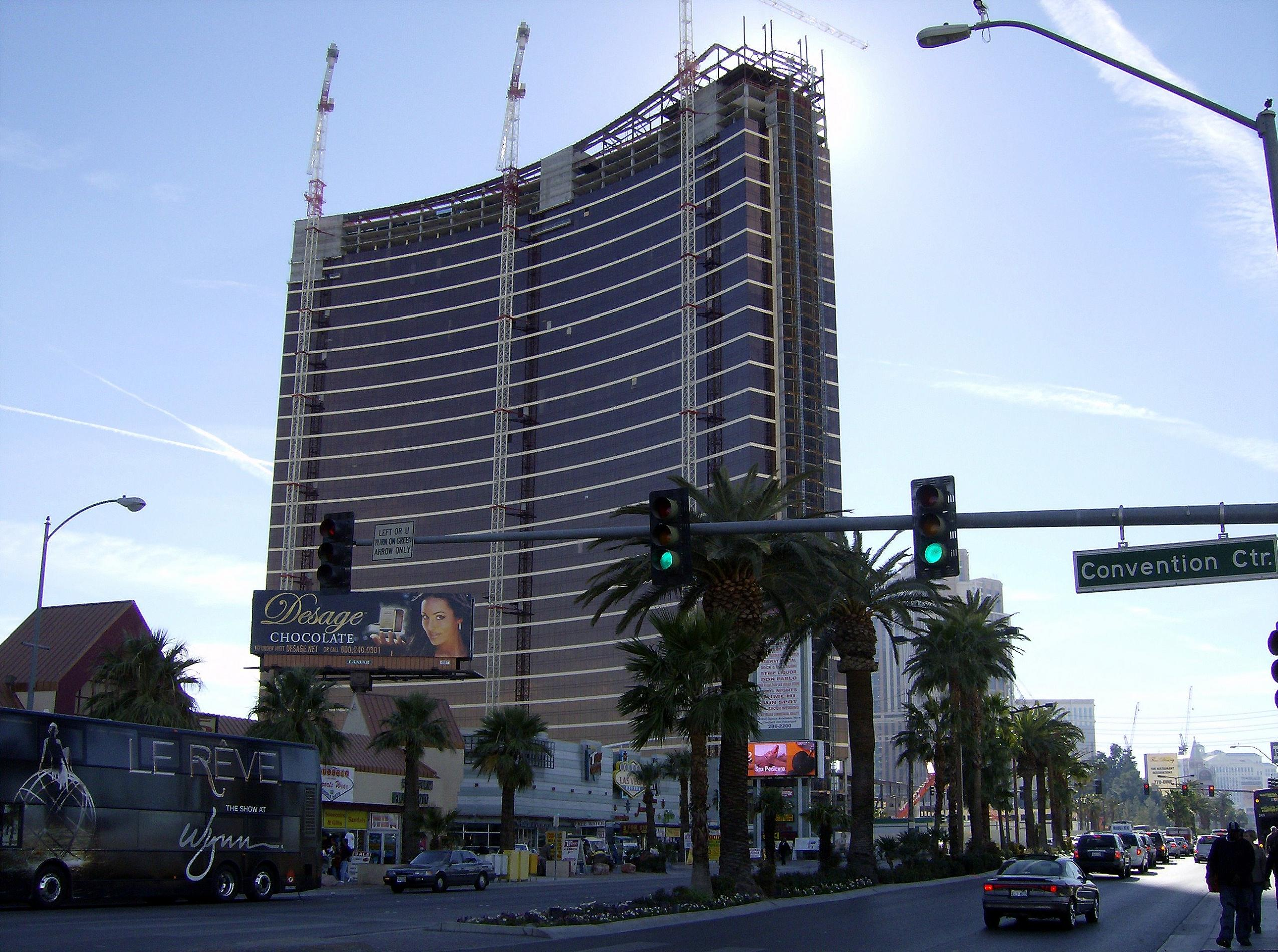
La Torre Encore, vista desde Las Vegas Boulevard, cuando aún estaba construyéndose. Abajo, vistas de cada torre.

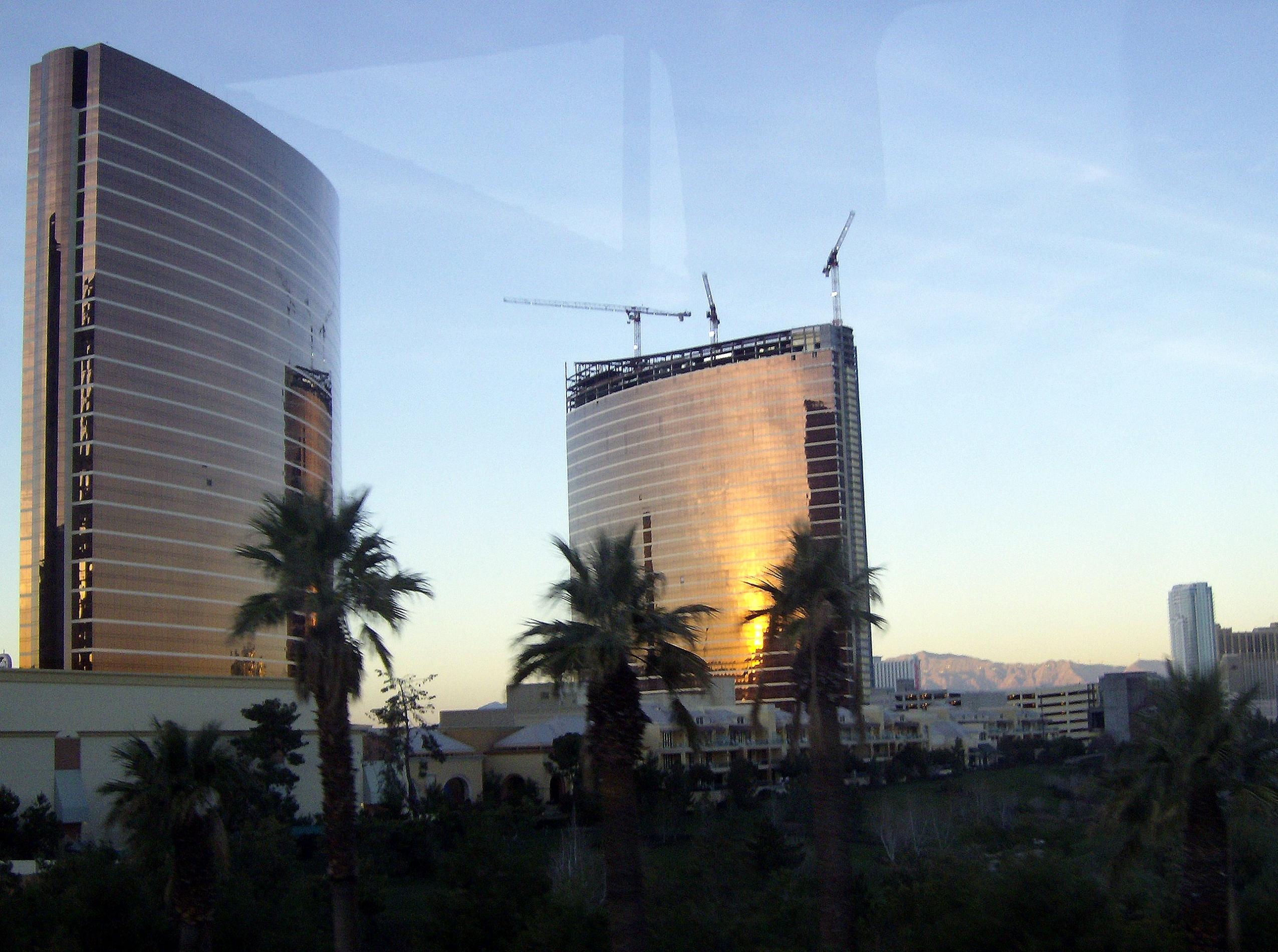

El 2 de febrero de 2008, el hotel celebró su primer aniversario al empezar las excavaciones de la segunda torre, llamada Encore. La torre tuvo un costo de 2 100 millones de dólares, sumaba 2.034 habitaciones al resort ya existente y se levantaba sobre el Boulevard Las Vegas. Originalmente proyectado como una expansión del Wynn Las Vegas, Encore es un resort de alta gama y fue inaugurado en los primeros meses de 2009. El hotel tiene un casino de 74.000 pies cuadrados, varios restaurantes, bares y clubs de noche. En agosto de 2007, la construcción iba por el piso 50, de un total de 61 pisos, con lo que ya tenía el mismo tamaño que el Wynn. Los pisos 13 y 40 hasta el 49 no serán contados: el piso 13, debido a la creencia en el mundo occidental de que se trata de un número de mala suerte, y los pisos 40-49, debido a que en el mundo asiático se considera que el 4 es el número de la muerte. En agosto de 2007, Steve Wynn dijo que el casino que sería parte de Encore con un diseño similar al del Wynn Macau.

### Villas adicionales
En febrero de 2007, Wynn Las Vegas entregó una propuesta para que aprobaran una nueva construcción de cuatro villas adicionales al sur de la propiedad, en la cual el total de villas sumarían diez. La descripción de las villas se asemejan a las otras seis existentes en la propiedad.

## Características
Los resorts anteriores de Wynn en el Strip solían tener atracciones gratuitas para atraer a los peatones, como un volcán artificial en el Mirage, espectáculos de piratas en el Treasure Island, y las famosas Fuentes del Bellagio. Sin embargo, Wynn Las Vegas tomó un enfoque diferente al ocultar sus atracciones a la vista de los peatones externos mediante una montaña artificial. Esta montaña está diseñada para despertar la curiosidad y atraer a las personas al complejo. Además, esta montaña también sirve para ocultar el tráfico de vehículos y mantener un ambiente más tranquilo para los huéspedes. La idea de crear esta montaña provino de Steve y Elaine Wynn; en el pasado, Steve Wynn había planeado una atracción similar en el Mirage, pero finalmente abandonó la idea.
La montaña en Wynn Las Vegas fue diseñada por Don Brinkerhoff y construida por su empresa de paisajismo, Lifescapes International, que también trabajó en los resorts anteriores de Wynn. Esta imponente montaña se eleva a más de 100 pies de altura. Está compuesta por paredes en terrazas, con la tierra compactada en su lugar. La construcción de esta montaña costó 130 millones de dólares, y permitió plantar alrededor de 1 500 árboles, muchos de los cuales fueron trasladados desde el antiguo campo de golf del Desert Inn. La montaña también cuenta con varias cascadas, algunas de hasta 100 pies de altura. Justo en frente de la montaña, y fuera de la vista de los peatones externos, hay un lago de tres acres rodeado de varios restaurantes. En esta zona se organiza el espectáculo Lake of Dreams.
El complejo también cuenta con un letrero en el lado de la carretera que da al Strip. Este letrero fue creado por YESCO y tiene una altura de 135 pies. El letrero está formado por una pantalla LED de 100 pies de alto y 50 pies de ancho, con una plataforma que se desplaza hacia arriba y hacia abajo sobre la pantalla como un "borrador", mostrando nuevas imágenes con cada movimiento.

### Hotel y casino

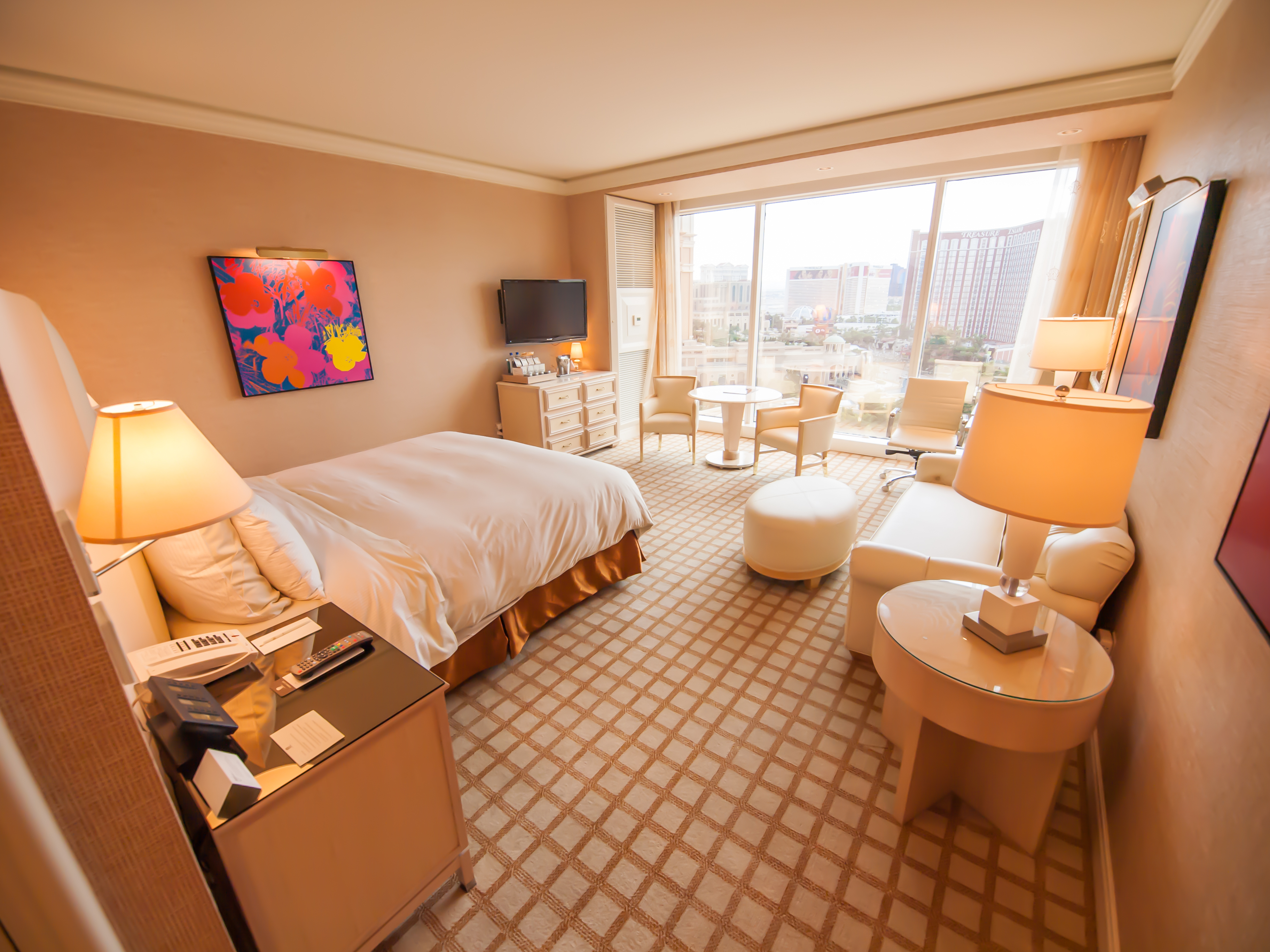
Una habitación de hotel en Wynn Las Vegas, 2013

La torre del hotel consta de 45 pisos, aunque su piso más alto está etiquetado como "60". La torre omite varios pisos, incluyendo los que contienen el número 4, que los jugadores chinos consideran de mala suerte. La torre tiene una altura de 613 pies. En el momento de su finalización, era el edificio más alto de Nevada.
El hotel abrió con 2,716 habitaciones, incluyendo suites de 1800 ft² (16 722,5 dm²). El complejo incluye Tower Suites, un hotel dentro de un hotel. Hasta el año 2008, Wynn Las Vegas fue el único hotel y casino en el mundo en recibir una calificación de cinco estrellas de la Mobil Travel Guide, logrando este reconocimiento por sus Tower Suites. La propiedad también ofrecía villas en el fairway del campo de golf para sus jugadores de alto nivel, un público objetivo. Hasta el año 2008, el resort tenía la flota más grande de vehículos Rolls-Royce Phantom en América del Norte. Los 10 vehículos personalizados se utilizaban para los jugadores de alto nivel y los huéspedes famosos. En 2016, el hotel anunció que colocaría un Amazon Echo en cada habitación, convirtiéndose en el primer resort en el mundo en hacerlo. El Echo se utiliza para controlar varios aspectos de la habitación, como la temperatura y la iluminación.
El casino abarca 111 000 ft² (1 031 223,3 dm²). A su apertura, incluía 1,962 máquinas tragamonedas y 137 mesas de juego. Rompiendo con los casinos anteriores, se construyeron candelabros sobre cada mesa de juego. Además, el casino tenía una sala de póker, un salón de keno, un salón de baccarat y una casa de apuestas deportivas con una sala para jugadores VIP. Para los huéspedes del hotel, las tarjetas clave de la habitación también funcionaban como tarjetas de tragamonedas; Wynn fue el primer casino en hacerlo. El casino también fue uno de los primeros en Las Vegas, junto con el Hard Rock Hotel, en utilizar la tecnología RFID en sus fichas de juego para detectar falsificaciones. En 2011, el resort se convirtió en el primero en Las Vegas en aceptar apuestas en eventos no deportivos. La casa de apuestas deportivas pasó por una renovación importante en 2017, que incluyó la adición de una pared de video de 137 pies (41,8 m) de ancho por 11 pies (3,4 m) de alto.
El complejo Wynn, incluido Encore, cubre 215 acre (87,0 ha). En total, el complejo cuenta con 4,748 habitaciones de hotel, y 188 786 ft² (1 753 878,6 dm²) de espacio de juego.

## Reconocimientos
Desde su inauguración, Wynn Las Vegas ha sido repetidamente galardonado con el Premio AAA Cinco Diamantes y el premio Cinco Estrellas de Forbes Travel Guide. Wynn Las Vegas y Encore, junto con Wynn Palace en Macao, son los tres complejos con Cinco Estrellas de Forbes más grandes del mundo. Hasta el año 2009, los dos spas en el complejo Wynn eran también los únicos en el estado con calificaciones de cinco estrellas. En 2017, los lectores de Condé Nast Traveler también eligieron a los dos resorts de Wynn como la mejor propiedad hotelera en Las Vegas, resaltando su alto nivel de lujo. Desde entonces, ha sido consistentemente reconocido como el favorito por los lectores.